# Idealna niania
Idealna niania – polski serial paradokumentalny emitowany na antenie TVN Style od 20 września 2012 do 25 listopada 2014 oraz ponownie od 28 lutego 2016 do 10 grudnia 2017.
Od siódmego odcinka ósmej serii odcinki serialu emitowane były również prapremierowo na antenie TTV.
19 lutego 2014 Grupa TVN poinformowała, że sprzedała 17 krajom świata prawa do emisji dwóch serii serialu.

## Charakterystyka
W każdym odcinku brała udział jedna rodzina, która organizowała casting na nianię. Po pomyślnej rozmowie kwalifikacyjnej każdy z trzech zaproszonych kandydatów przychodził na dzień próbny. Przed opiekunami jednak zatajony był fakt istnienia zamontowanych w całym domu ukrytych kamer. Nieświadome nianie zostawały same z dziećmi, a w tym czasie rodzice obserwowali na żywo sytuacje z ich domu w specjalnie przygotowanej przyczepie. Jeśli wybrany opiekun zawodził pokładane w nim nadzieje, zazwyczaj pokazywano mu powstałe nagrania.

## Idealna niania... bez sekretów
W 2014 na antenie TTV wyemitowano 15-odcinkowy cykl Idealna niania... bez sekretów, w którym zaprezentowano wybrane fragmenty z pierwszego sezonu Idealnej niani.

## Spis serii
| Seria | Sezon       | Odcinki     | Premiera serii   | Finał serii       | Pora emisji                                                                     |
| ----- | ----------- | ----------- | ---------------- | ----------------- | ------------------------------------------------------------------------------- |
| 1     | jesień 2012 | 1–12 (12)   | 20 września 2012 | 6 grudnia 2012    | czwartek 21.45 (odc. 1–16); czwartek 21.40 (odc. 17–23)                         |
| 2     | wiosna 2013 | 13–23 (11)  | 7 marca 2013     | 16 maja 2013      | czwartek 21.45 (odc. 1–16); czwartek 21.40 (odc. 17–23)                         |
| 3     | jesień 2013 | 24–36 (13)  | 3 września 2013  | 26 listopada 2013 | wtorek 21.40                                                                    |
| 4     | wiosna 2014 | 37–48 (12)  | 4 marca 2014     | 20 maja 2014      | wtorek 21.40                                                                    |
| 5     | jesień 2014 | 49–61 (13)  | 2 września 2014  | 25 listopada 2014 | wtorek 21.40 (odc. 49–52); wtorek 20.35 (odc. 53–55); wtorek 20.05 (odc. 56–61) |
| 6     | wiosna 2016 | 62–72 (11)  | 28 lutego 2016   | 8 maja 2016       | niedziela 10.25                                                                 |
| 7     | jesień 2016 | 73–84 (12)  | 4 września 2016  | 27 listopada 2016 | niedziela 10.45                                                                 |
| 8     | wiosna 2017 | 85–96 (12)  | 5 marca 2017     | 21 maja 2017      | niedziela 10.40                                                                 |
| 9     | jesień 2017 | 97–108 (12) | 24 września 2017 | 10 grudnia 2017   | niedziela 8.55 lub 9.55                                                         |

## Kontrowersje
29 września 2012 fundacja Panoptykon złożyła skargę do Krajowej Rady Radiofonii i Telewizji. Zdaniem fundacji serial narusza zasady etyczne i promuje zachowania sprzeczne z prawem i dobrem społecznym, o których mowa w art. 18 ust. 1 ustawy o radiofonii i telewizji. 28 czerwca 2013 KRRiT uznała, że serial nie narusza przepisów ujętych w ustawie, stwierdzając, że:

W omawianej audycji mamy do czynienia z tzw. "monitoringiem ukrytym", który został zastosowany w celu sprawdzenia, jak dana kandydatka na nianię wywiązuje się ze swoich obowiązków zawodowych.

21 marca 2013 Małgorzata Łupina, szefowa stacji TVN Style, nie zgodziła się z zarzutami fundacji Panoptykon pod kątem oceny społecznej.